# Ancylistes distinctus
Ancylistes distinctus är en skalbaggsart som beskrevs av Leon Fairmaire 1901. Ancylistes distinctus ingår i släktet Ancylistes och familjen långhorningar.
Artens utbredningsområde är Madagaskar. Inga underarter finns listade i Catalogue of Life.